# Großbothen
Großbothen – dzielnica miasta Grimma w Niemczech położona na terenie kraju związkowego Saksonia, w okręgu administracyjnym Lipsk, w powiecie Lipsk.
Do 31 grudnia 2010 Großbothen było samodzielną gminą o pow. 33,90 km² i liczącą 3 431 mieszkańców. W skład gminy wchodziły następujące miejscowości:
- Förstgen
- Großbothen
- Kleinbothen
- Kössern
- Leisenau
- Schaddel
- Schönbach
- Sermuth
- Zschetzsch

W wyniku reformy administracyjnej 1 stycznia 2011 miejscowości Großbothen, Förstgen, Kleinbothen, Kössern i Schaddel (2 135 mieszkańców, 16,33 km²) włączono do miasta Grimma, pozostałe miejscowości Leisenau, Schönbach, Sermuth i Zschetzsch (1 296 mieszkańców, 17,58 km²) wraz z gminą Zschadraß włączono do miasta Colditz.